# جايسون القوريني
جايسون القوريني (باليونانية: Ἰάσων ὁ Κυρηναῖος)‏ كان يهوديًا هلنستيًا عاش حوالي عام 100 قبل الميلاد وكتب تاريخ المكابيين وصولًا إلى النصر على نيكانور (175-161 قبل الميلاد). يقال أن هذا العمل كان في خمسة كتب وشكل أساس سفر المكابيين الثاني الحالي. انظر 2 مكابي قالب:Ws ، خاصة: 
 لقد فُقد العمل الأصلي، ولم يُعرف إلا في مثال مقدم من مؤلف سفر المكابيين الثاني. لقد مارس مؤلف سفر المكابيين الثاني قدرًا كبيرًا من الحرية. لم يقتصر الأمر على اختصار عمل جايسون، ولكن أيضًا تمت إضافته إليه وربما تم تغييره.